# جان هینکلی

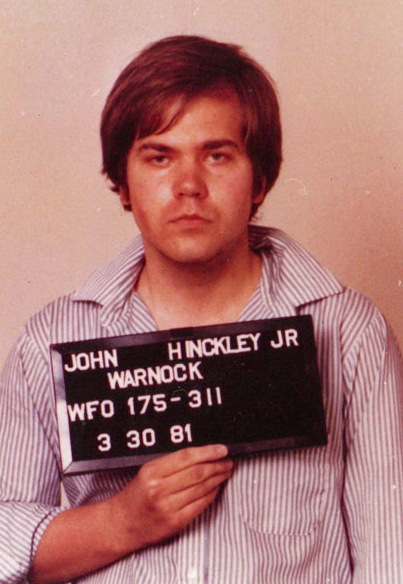

جان وارنوک هینکلی، شهروندی آمریکایی است که در سال ۱۹۸۱، اقدام به ترور رونالد ریگان، رئیس‌جمهور ایالات متحده آمریکا کرد. با وجود آنکه این ترور، نافرجام بود، اما ریگان و دو محافظ عضو سرویس مخفی ایالات متحده زخمی شدند. هینکلی ۲۴ سال گذشته را در یک بیمارستان روانی سپری کرده و چند سالی است که فقط در محدودهٔ شهر واشینگتن اجازهٔ مرخصی ۲۴ ساعته از بیمارستان برای ملاقات با والدین خود را داشته است. اگر با درخواست وی موافقت شود، هینکلی، برای اولین بار از زمان دستگیری، اجازهٔ ترک شهر واشینگتن را خواهد گرفت. هینکلی علت این ترور را تحت تأثیر قراردادن جودی فاستر بازیگر سینما اعلام کرده بود.
هینکلی، یکی از طرفداران افراطیِ جودی بود. وی پس از دیدن فیلم راننده تاکسی، مجذوب جودی فاستر شد و پس از ورود فاستر به دانشگاه یِیل، برای او نامه می‌فرستاد و گاهی نیز برای او پیغام تلفنی می‌گذاشت. پس از ماجرای ترور، هینکلی انگیزهٔ این کار خود را تحت تأثیر قراردادن جودی فاستر اعلام کرد. در سال ۱۹۸۲، فاستر با حضور در دادگاه به این موضوع اشاره کرد که او هیچ رابطه‌ای با جان هینکلی ندارد و در همان هنگام، هینکلی یک مداد به سمت فاستر پرتاب کرد و با فریاد گفت: "من پیدایت می‌کنم فاستر!"

## نگارخانه

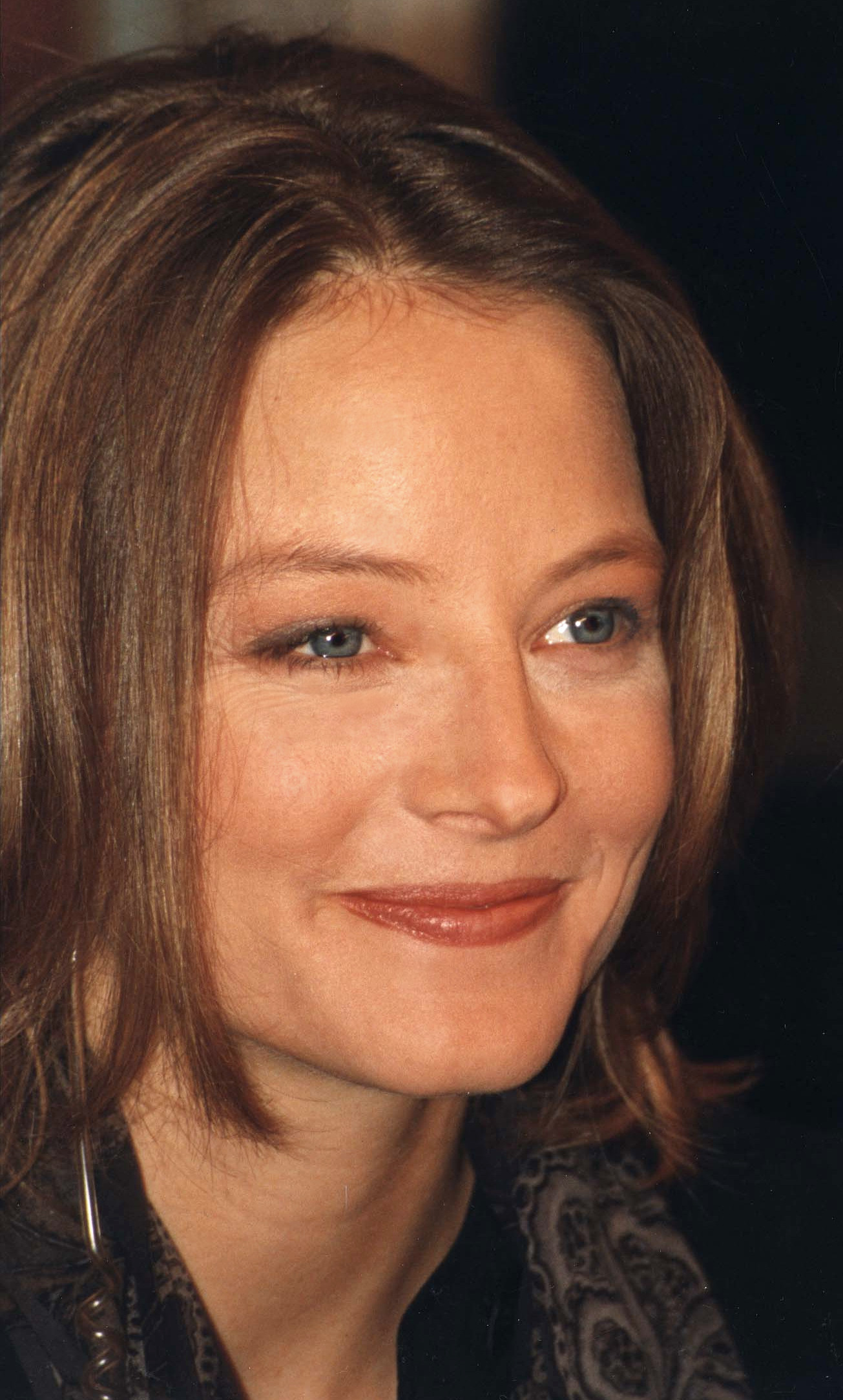
جودی فاستر
پوستر فیلم راننده تاکسی